# 约翰·M·梅里曼
约翰·M·梅里曼（英語：John Mustard Merriman，1946年6月15日—2022年5月22日），美国历史学家，耶鲁大学教授，法國近代史專家。
1979年曾獲得古根海姆獎。耶鲁大学开放课程中有他的課程《1871年后的法国》（France Since 1871）和《1648-1945年的欧洲文明》（European Civilization, 1648-1945）。1980年，他与妻子結婚。他们育有兩個孩子。他的妻子於2016年去世。
2022年5月22日因膀胱癌和多发性骨髓瘤并发症而去世。

## 著作
- 《共和國之痛：1848-1851年法國大革命左派的鎮壓》（The Agony of the Republic: The Repression of the Left in Revolutionary France, 1848-1851，1978年）
- 《紅色的城市：里摩日和19世紀的法國》（The Red City: Limoges and the French Nineteenth Century，1985年）
- 《城市生活的邊緣：探索1815-1851年的法國都市邊緣人》（The Margins of City Life: Explorations on the French Urban Frontier，1991年）
- 《欧洲现代史：从文艺复兴到现在》（A History of Modern Europe since the Renaissance，1996年首版，2002年次版，2009年三版）
- 《巴拉聚克：历史时光中的法国小镇》（The Stones of Balazuc: A French Village in Time，2002年）
- 《警察故事：建构法国国家》（Police Stories: Making the French State, 1815-1851，2006年）
- 《一触即发：现代恐怖主义的起源》（The Dynamite Club: How a Bombing in the Fin-De-Siecle Paris Ignited The Age of Modern Terror，2009年）
- 《大屠杀：巴黎公社生与死》（Massacre: The Life and Death of the Paris Commune，2014年）
- （Ballad of the Anarchist Bandits: The Crime Spree that Gripped Belle Epoque Paris，2017年）